# اوسترویل (ماساچوست)
اوسترویل (به انگلیسی: Osterville) یک روستا در ایالات متحده آمریکا است که در شهرستان برنستبل، ماساچوست واقع شده‌است. اوسترویل ۲۱٫۵۰ کیلومتر مربع مساحت و ۳٬۵۱۸ نفر جمعیت دارد.